# Žofia Bošňáková
Žofia Bošňáková nebo také Žofia Bosniaková, maďarsky Bosnyák Zsófia (2. června 1609, Šurany – 28. dubna 1644, Strečno), byla uherská šlechtična ze starého sedmihradského rodu Bošňáků (historicky též Bosnyak, Bosniak, Bošniak). Svou péčí o poddané nad rámec běžných zvyklostí tehdejší doby se zasloužila o dobrou pověst šlechty ve svém okolí. Založila útulek pro chudé, který do dnešních dnů plní své poslání. V roce 1997 začal proces jejího blahořečení.

## Život
Žofie měla šest sourozenců a jejími rodiči byli baron Tomáš Bošňák a Mária Kenderessyová. Celé své dětství strávila u rodičů v Šuranech. Již od jejího útlého dětství se o ní povídalo, že je krasavice. Mnoho mužů se snažilo dostat do její přízně, ale Žofie všechny, kdo se jí chtěli dvořit, svou zdrženlivostí jednoznačně odrazovala. Její odmítání nedokázali překonat ani uchazeči z nejvýznamnějších rodů.

### Manželství
Žofie se jako 17letá provdala za barona Michala Serényiho, jehož otec Michal Serényi starší byl předchůdcem Tomáše Bošňáka ve funkci fiľakovského kapitána a jeho přítelem. Serényiové pocházeli ze Sedmihradska a vlastnili majetky na Moravě. Žofie odjela po svatbě na hrad Světlov v Bojkovicích. Manželství trvalo jen krátce, protože Michal Serényi na jaře roku 1626 vážně onemocněl. Zemřel na hradě Světlov někdy po 10. březnu 1626. Žofie se totiž v dopise z května 1626 podepsala už jako vdova. V dopise adresovaném jejímu otci si stěžuje, že se o ní palatin vyslovil nepříznivě. Ve stejném roce jako manžel jí zemřela i matka. O rok později, 24. dubna 1627, zemřel ve věku 22 let i její bratr Tomáš. Vzhledem k tomu, že otec často stonal, rozhodla se Žofie vrátit domů.

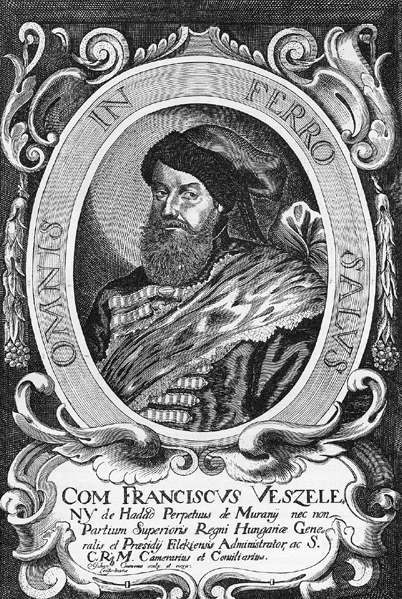
František Wesselényi (1605–1667)

Františku Wesselényimu bylo pětadvacet let, když požádal o ruku Žofie Bošňákové. Žofie se ve věku 20 let rozhodla se sňatkem souhlasit. Po svatbě se jejím novým domovem stal kaštel v obci Teplička nad Váhom, kam odešla počátkem roku 1630. Zde se jí narodili oba synové – Adam (1630) i Ladislav (1633).
Žofiin otec zemřel roku 1634. O dva roky později pochovala i svou sestru Katarínu, které bylo jen 22 let. Své syny vychovávala Žofie převážně sama, protože Františka Wesselényiho, který se po jejím otci stal kapitánem fiľakovské pevnosti, vázaly mnohé povinnosti. Wesselényiho častá nepřítomnost a zaneprázdněnost byly důvodem, že celé hospodaření na jejich panství svěřil manželce. Jí byl podřízen i celý panský personál v čele se správcem panství.

### Smrt
Žofie Bošňáková zemřela 8. dubna 1644. Nebylo jí ještě ani pětatřicet let. Její rodina přebývala na hradě Strečno, kde ji i pohřbili v kryptě pod hradní kaplí. Zanechala po sobě dva syny – 11letého Ladislava a 14letého Adama. Ve stejném roce jako Žofie zemřel i její starší bratr Štefan ve věku třiceti sedmi let, který v té době působil jako nitranský biskup.

### Dobročinnost
Žofie lidem rozdávala malé chleby, jimž se dodnes na její počest říká na Slovensku „bosniak“. Měla též cit pro spravedlnost, o čemž svědčí mimo jiné její dopis z 11. června 1632 Adamu Turzovi, županovi Spišské stolice, napsaný kvůli vraždě nevinného člověka.
Nikdy neodmítla žádnou prosbu o pomoc, osobně se starala o chudé a trpící. Spolu se svým manželem Františkem založili a financovali xenodochium čili útulek pro chudé, který byl zasvěcen Panně Marii Sedmibolestné. Na budově byl umístěn kříž. Útočiště zde našli chudí, opuštění a sirotci bez ohledu na původ a příslušnost. O útulku se mluvilo také jako o „hospitalu“, čili o nemocnici. Všechny náklady na léčení hradila šlechta. Zřídili nadaci v částce 1000 zlatých. Z těchto peněz, které se i půjčovaly, plynul úrok ve prospěch útulku.
Wesselényiové se starali o farnosti a kostely na svém panství. V soupisu, který zaznamenal farář z Tepličky nad Váhom Štefan Pecka, jsou uvedeny sakrální předměty pocházející přímo od Žofie Bošňákové. Byly to dvě stříbrné ampule na vodu a víno, jedna stříbrná a dvě měděné kadidelnice, antependium na oltář, humerál a vyšívaný bílý ubrus.

## Po smrti
V roce 1674 císařské vojsko zbořilo hrad Strečno. Zabavené panství v Tepličce nad Váhom dostali synové císařského generála Jan Jakub a Fridrich Löwenburgovi. Nový majitel teplického panství Jan Jakub Löwenburg nechal v roce 1689 prozkoumat zříceniny hradu Strečno. V kryptě pod poškozenou kaplí mezi ztrouchnivělými rakvemi a těly zesnulých objevili rakev s neporušeným Žofiiným tělem.

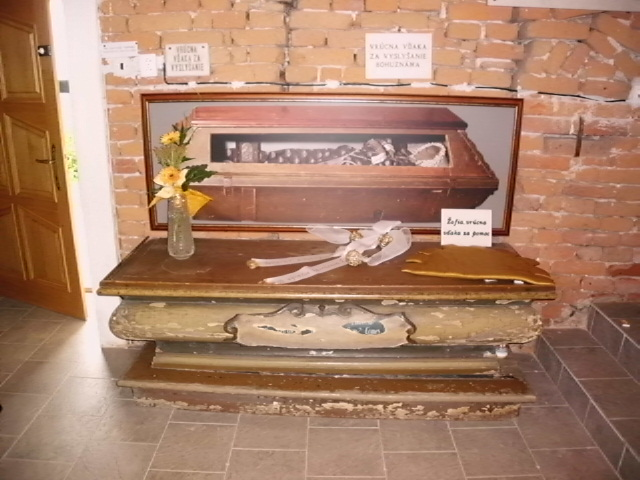
Rakev s ostatky

Objev rakve se zachovaným Žofiiným tělem vyvolal mezi okolním lidem rozruch. Ján Jakub Löwenburg dal v roce 1690 narychlo opravit hradní kapli. Rakev s neporušeným tělem nechal postavit na vyvýšené místo. V roce 1690 také oznámil nález neporušených ostatků na Biskupský úřad v Nitře, kam církevně i právně patřily Strečno i Teplička. Zároveň požádal o přezkum tohoto nevysvětlitelného jevu a upozornil na množství poutníků, kteří přicházeli k Žofiině rakvi. Požádal zároveň o dovolení vystavit rakev s tělem k veřejné úctě. Protože hrad Strečno nebyl obydlený, rozhodl se přemístit tělesné ostatky Žofie do sídla svého panství. A tak je v roce 1698 dal přenést z hradu Strečno do krypty farního kostela v Tepličce nad Váhom. Na rozhodnutí nitranského biskupa bylo třeba čekat třicet osm let. Povolení vystavit tělesné ostatky Žofie Bošňákovej k veřejné úctě v teplickém kostele dal po důkladném prozkoumání okolností roku 1728 biskup Ladislav Adam Erdödy. Hrabě Löwenburg se postaral o důstojný příbytek pro Žofiino tělo. V letech 1728–1729 dal přistavit k severní straně teplického kostela samostatnou prostornou kapli, zasvěcenou Loretánské Panně Marii, kam v roce 1729 přenesli Žofiiny ostatky. Barokní rakev měla skleněné víko. Nad rakev zavěsili Žofiin portrét podle původního obrazu z hradu Strečno. Obraz představuje hraběnku v téměř životní velikosti v dobovém oděvu. V roce 1797 Jan Illesházy, který byl ve vzdáleném příbuzenstvu se Žofií, dal její tělo obléci do pozlaceného roucha a umístit do nové barokní rakve, jakož i zvýšit její podstavec. Rakev s ostatky stála na svém původním místě od roku 1729 až do roku 2009.

## Současnost

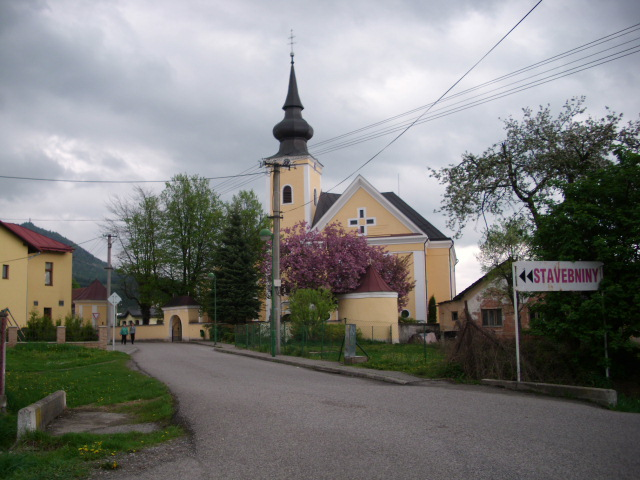
Kostel sv. Martina s ostatky v obci Teplička nad Váhom

Obyvatelé Tepličky nad Váhom mají k Žofii Bošňákové dodnes velkou úctu. Její jméno nese jedna z ulic v obci a od roku 1991 i církevní základní škola. V roce 1994 jí vedle rakve osadili mramorovou desku.
V roce 2009 zapálil 31letý občan ze Žiliny, který se v minulosti léčil na psychiatrii, hraběnčiny pozůstatky. Rakev s tělem vytáhl před kostel, kde ji polil hořlavinou a zapálil. Tělo Žofie Bošňákové úplně shořelo.
Policie původně žháře obvinila z hanobení mrtvého, za což mu v případě prokázání viny před soudem hrozilo až pět let vězení. Prokurátorka Okresní prokuratury v Žilině zastavila trestní stíhání muže obviněného z přečinu hanobení mrtvého, neboť obviněný nebyl v době činu pro nepříčetnost trestně odpovědný.
Ľuboš R. na policii vypověděl, že se mu v noci zdálo, že Žofie Bošňáková byla upírka a vysála mu krev. Podpálil ji prý proto, že něco podobného viděl ve filmu.
Ve 20. století se začaly ozývat hlasy, aby byly učiněny kroky pro blahořečení Žofie Bošňákové. V nových podmínkách náboženské svobody na tyto výzvy odpověděl nitranský biskup kardinál Ján Chryzostom Korec a 23. listopadu 1997 u příležitosti svěcení obnoveného farního kostela v Tepličce nad Váhom oznámil ustanovení diecézní komise pro přípravu podkladů k procesu blahořečení. Činnost této komise probíhá dodnes a její hlavní náplní je sběr historických písemných materiálů a podnětů.
Tisková agentura Slovenské republiky a následně po ní i zahraniční agentury zaznamenaly událost ze dne 2. června 2009 – 400. výročí narození Žofie Bošňákové, která se uskutečnila v Tepličce nad Váhom.
Od časného rána přicházeli do Tepličky nad Váhom lidé ze Slovenska i ze zahraničí. Byli mezi nimi i poslanci SNR, Evropského parlamentu, primátoři a starostové okolních měst a obcí a další významné osobnosti, jako například Wolfgang Andreas Breitenthaler Conte di Arna, prezident konzulárního sboru v Rakousku. Část hostů tvořili i žijící příslušníci šlechtického rodu Bošňáků na Slovensku, k nimž patří mimo jiné: Stanislava Patayová, Jakub Rafael B. Patay, Juraj Petrovič a Ing. Štefan Bošňák, primátor Trnavy. Tomáš Galis, žilinský diecézní biskup vyhlásil v žilinské diecézi Rok Žofie Bošňákové.
Slovenská pošta při této příležitosti vydala známku, dopisní obálky a pohlednice, které se v tento den mohly dát orazítkovat inauguračním razítkem, které platilo pouze tento jeden den.

## Zajímavosti

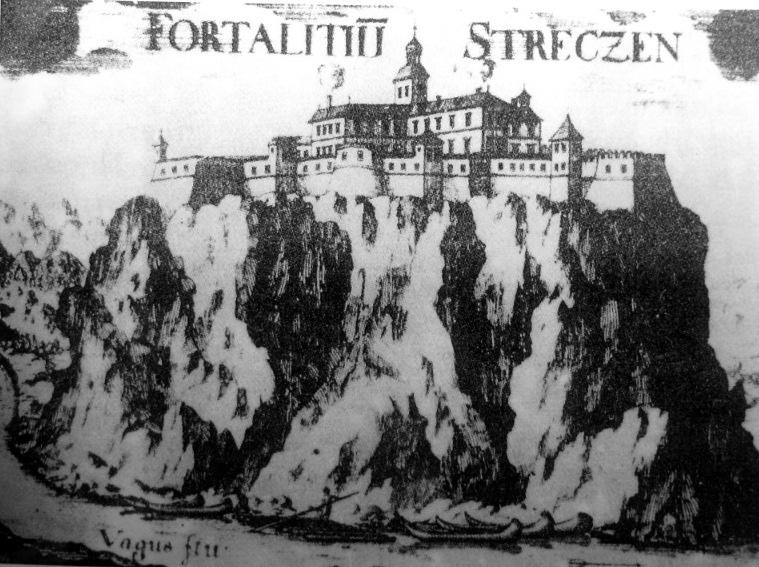
Historický pohled na hrad Strečno

V létě roku 1678 císařské vojsko drancovalo hrad Strečno. Po komnatách přišla na řadu i kaple. Odstranili kryt krypty a vešli dovnitř. Vynášeli rakve, odráželi víka a drancovali z trouchnivějících těl všechno, co mělo cenu. Když sundali víko z rakve Žofie Bošňákové, spatřili, že její tvář, ruce i tělo zůstaly neporušené i přesto, že od její smrti uběhlo už téměř třicet čtyři let. Rozhodli se ukrást Žofiin snubní prsten a řetízek. Jelikož jí prsten nemohli stáhnout z prstu, usekli jí ho šavlí. Pak hodili Žofiino tělo i s rakví do jámy s vápnem, která se nacházela na dvoře.
Když vojáci opustili hrad, sloužící rakev vytáhli. Po otevření zjistili, že Žofiino tělo bylo neporušené, jen barvu kůže měla tmavší. To, že se Žofiino tělo zachovalo v poměrně dobrém stavu i po tak dlouhé době, připsali všichni vhodnému prostředí krypty, v níž mrtvá ležela.
Rozbor Žofiiných ostatků provedlo několik odborníků v různých časových intervalech. V roce 1727 to byl hrabě, lékař a egyptolog Alexander Károly, v roce 1843 lékař a historik Ágoston Balogh, který udělal i patologické ohledání. Své poznatky publikoval a kromě jiného v nich uvádí:
| „ | Tělo nebohé není černé, ale hnědavé a je bez nejmenšího kazu. Přestože je mrtvá už delší dobu, její tělo je pružné, jakoby zemřela nedávno. Navzdory všem skutečnostem dané logiky a poznané praxe, těžko mi vysvětlit příčiny tohoto stavu. Pouze nos a rty má mírně ztrouchnivělé. Když jsem stiskl prstem ty části těla, kde je hodně masa, jako například na zadní části, prohlubeň se znovu vyrovnala. … Kdyby se někdo chtěl odvolávat na to, že její tělo se zachovalo jen proto, že se v okolí nacházela kalciová, tzn. vápenitá půda, toto tvrzení neobstojí. Podrobným zkoumáním se dokázalo, že v kryptě byly pohřbeny i další těla ze staršího i mladšího období a všechny mrtvoly ztrouchnivěly… | “ |

Její tělo se zachovalo v relativně nezměněném stavu až do roku 2009.